# Ołeksandr Hrycaj
Ołeksandr Anatolijowycz Hrycaj, ukr. Олександр Анатолійович Грицай (ur. 30 września 1977 w Czernihowie, Ukraińska SRR) – ukraiński piłkarz grający na pozycji obrońcy lub pomocnika, reprezentant Ukrainy.

## Kariera piłkarska

### Kariera klubowa
Wychowanek Szkoły Piłkarskiej w Czernihowie, w której uczył się razem z młodszym bratem Ołehem. Pierwszy trener – Wałerij Podhorny. W 1997 rozpoczął karierę piłkarską w FK Czerkasy. Na początku 2000 azem z bratem Ołehem został zaproszony do Dnipra Dniepropetrowsk, a 18 marca 2000 debiutował w podstawowym składzie w zremisowanym 2:2 meczu z Krywbasem Krzywy Róg. W rundzie wiosennej 2008/09 został wypożyczony do Krywbasa Krzywy Róg, a latem 2009 do Arsenału Kijów. W maju 2010 podpisał kontrakt z Arsenałem. Na początku stycznia 2012 roku przeszedł do Zorii Ługańsk. Po zakończeniu sezonu 2014/15 zakończył karierę piłkarską.

## Kariera reprezentacyjna
22 sierpnia 2007 roku debiutował w narodowej reprezentacji Ukrainy w wygranym 2:1 meczu towarzyskim z Uzbekistanem. Łącznie rozegrał 3 gry reprezentacyjne.

## Kariera piłkarska
Po zakończeniu kariery piłkarskiej rozpoczął karierę szkoleniowca. Od sierpnia 2015 pomaga trenować piłkarzy Zorii Ługańsk.

## Sukcesy i odznaczenia

### Sukcesy klubowe
- brązowy medalista Mistrzostw Ukrainy: 2001, 2004
- finalista Pucharu Ukrainy: 2004

### Sukcesy indywidualne
- wybrany do listy 33 najlepszych piłkarzy roku na Ukrainie: 2007 (nr 1)